# Le Langon
 Le Langon  es una población y comuna francesa, en la región de Países del Loira, departamento de Vendée, en el distrito de Fontenay-le-Comte y cantón de Fontenay-le-Comte.

## Demografía
| 1 399 | 1 434 | 1 443 | 1 560 | 1 685 | 1 538 | 1 595 | 1 647 | 1 609 | 1 594 | 1 565 | 1 563 | 1 511 | 1 530 | 1 527 | 1 532 | 1 555 | 1 528 | 1 515 | 1 493 | 1 409 | 1 323 | 1 295 | 1 218 | 1 141 | 1 080 | 1 145 | 1 097 | 1 024 | 953 | 946 | 945 | 1 010 |
| Para los censos de 1962 a 1999 la población legal corresponde a la población sin duplicidades (Fuente: INSEE [Consultar]) |       |       |       |       |       |       |       |       |       |       |       |       |       |       |       |       |       |       |       |       |       |       |       |       |       |       |       |       |     |     |     |       |